# Vital z Assisi
Svatý Vital z Assisi (latinsky  sanctus Vitalis d'Assisi, italsky San Vitale d'Assisi, * 1295, Ospedalicchio -Bastia Umbra – 31. května 1370, Assisi) byl italský řeholník řádu benediktinů a poustevník.

## Životopis
Narodil se roku 1295 na hradě v Ospedalicchio, dnes místní části města Bastia Umbra. Poté, co strávil mládí jako delikvent a lupič, začal s pokáním tak, že uskutečnil poutě do nejvýznamnějších křesťanských svatyní, a to v Itálii, ve Francii a ve Španělsku.
Po návratu do Umbrie měl sen, v němž viděl Svatého Benedikta z Nursie, který ho pozval, aby následoval jeho řeholi, a ukázal mu poustevnu, která by měla být na pobřeží hory Subasio v Assisi, v blízkosti benediktinského opatství Subiaco. V tomto klášteře vstoupil do Řádu svatého Benedikta a tamní opat mu přidělil poustevnu locum S. Mariae de Viole, kde strávil zbytek svého života v naprosté chudobě, oblečený v hadrech; jeho jediným majetkem byla nádoba, která sloužila k nabírání vody z nedalekého zdroje.

Vital v poustevně Santa Maria di Viole zůstal 20 let až do své smrti 31. května 1370 ve věku 74–75 let a zde byl také pohřben. Sláva o jeho svatosti se rychle rozšířila po celé zemi a přičítá se mu mnoho zázračných uzdravení. 

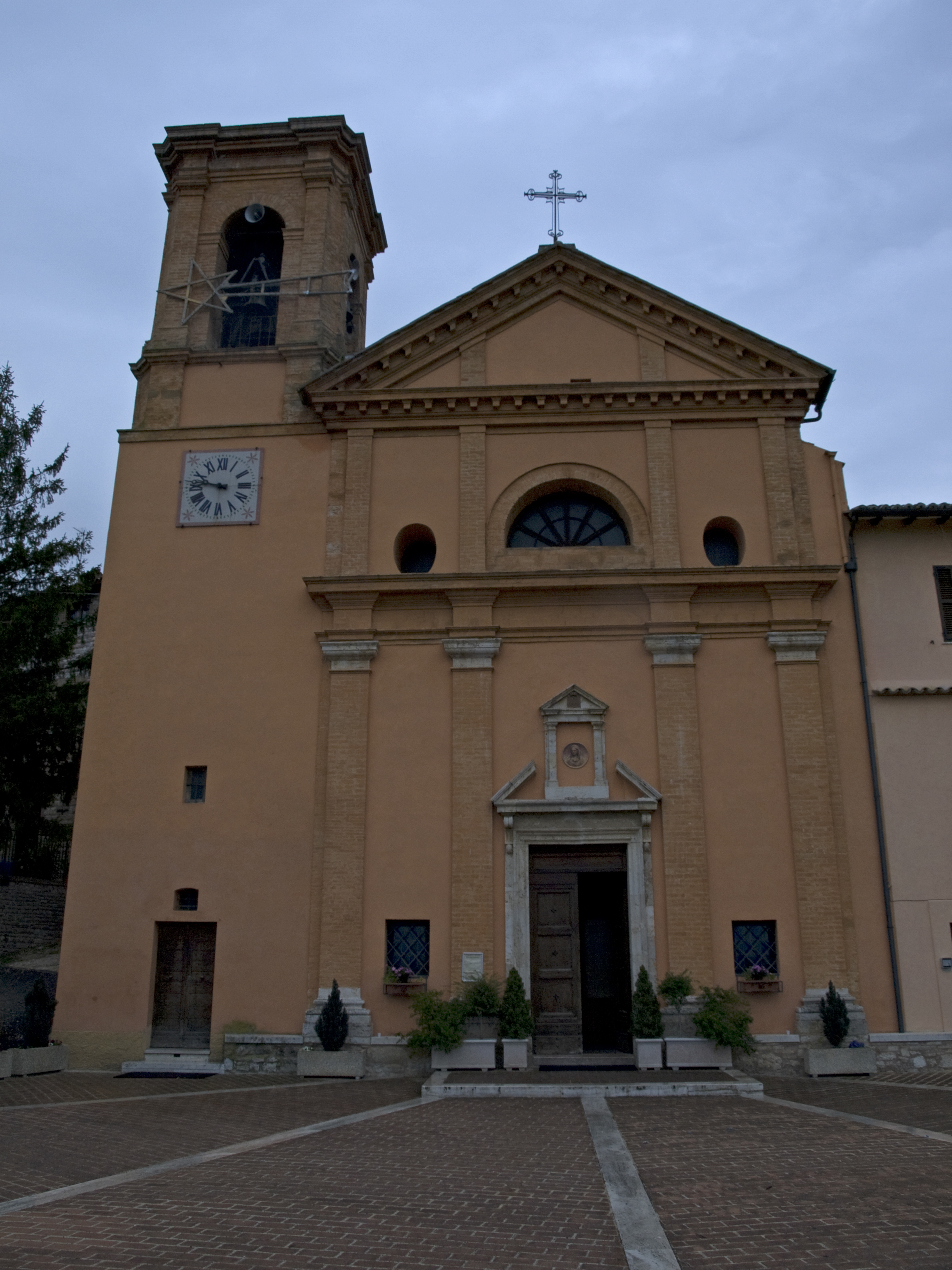
Bazilika San Vitale ve Viole (Assisi)

 Nad jeho hrobem byl postaven jemu zasvěcený kostel.
V tomto kostele zůstalo jeho tělo do 19. září 1586, kdy mons. Giovanni Battista Brugnatelli, biskup Assisi (1577 - 1591), jej dal přemístit do Katedrály Svatého Rufina v Assisi, kde postavil jemu zasvěcený oltář. V oltářní menze je však v současnosti jen jediná relikvie ze světcova těla, protože roku 2001 byly ostatky znovu přeneseny do kostela Svatého Vitala poustevníka ve Viole (Assisi). Pravděpodobně nekompletní, protože v květnu roku 2011 se objevila údajná světcova lebka v aukci v Belfastu v Irsku a byla zakoupena do soukromé sbírky.. a odtud se později dostala do Spojených států.

## Úcta
- Svatý Vital patří k patronům města Assisi a diecéze Assisi-Nocera Umbra-Gualdo Tadino.
- Je mu zasvěcena bazilika San Vitale v obci Viole, nyní místní části města Assisi.
- Bývá vyobrazen jako poustevník.
- Je vzýván při léčení chorob pohlavních orgánů a močového měchýře.